# Jason and the Argonauts
Jason and the Argonauts is een film uit 1963, geregisseerd door Don Chaffey en gedistribueerd door Columbia Pictures.
Todd Armstrong speelt de hoofdrol, de mythologische Griek Jason, die op een missie is voor het Gulden vlies. De film is geregisseerd door Don Chaffey in samenwerking met Ray Harryhausen, een expert op het gebied van stop-motionanimatie. De muziek is gecomponeerd door Bernard Herrmann, die eerder al heeft samengewerkt met Harryhausen, in bijvoorbeeld Mysterious Island en The Seventh Voyage of Sinbad.
De film staat bekend om zijn stop-motionmonsters. De scène waarin zeven skeletten uit de grond komen en Jason en zijn vrienden aanvallen is een van de beroemdste scènes in het genre.

## Verhaal
Pelias (Douglas Wilmer) vermoordt koning Aristo om koning van Thessalië te worden. Er is echter een profetie die zegt dat zijn heerschappij omver zal worden geworpen door een kind van Aristo die één sandaal aanheeft. Hij doodt een van Aristo's dochters, die haar toevlucht had gezocht bij Hera. Zij bood haar bescherming. Hierdoor neemt hij de godin tegen zich in.
Twintig jaar later wordt Pelias gered door Jason (Todd Armstrong), Aristo's zoon en inmiddels al een man, maar Jason verliest een sandaal terwijl hij hem redt. Hij weet nog niet dat hij de moordenaar van zijn vader heeft gered, maar Pelias herkent zijn vijand en verbergt zijn ware identiteit. Hij kan Jason echter niet doden, want de profetie zegt dat dan hijzelf ook doodgaat.
Wanneer Pelias erachter komt dat Jason op een gevaarlijke missie wil gaan om het beroemde Gulden Vlies te bemachtigen om de Thessaliërs bijeen te brengen, moedigt hij Jason aan. Hij hoopt erop dat hij zal sterven tijdens zijn poging. Mannen uit heel Griekenland vechten om zich bij Jason te kunnen voegen. Onder hen bevinden zich Herakles (Nigel Green) en Akastos, Pelias' zoon, gestuurd door zijn vader om de boel te saboteren. Jason en zijn mannen varen met een door Argos (Laurence Naismith) gebouwd schip. Het schip wordt daarom 'Argo' genoemd, en Jason en zijn reisgenoten worden Argonauten genoemd.
Hermes (Michael Gwynn) neemt Jason mee naar de Olympos om met Zeus (Niall MacGinnis) en Hera (Honor Blackman) te spreken. Hera vertelt dat ze Jason steunt, maar dat haar steun beperkt is door Zeus. (Jason weet, net als alle stervelingen, niet dat hij een voorwerp is in de spelletjes die goden met elkaar spelen. Dit is een nauwkeurige uitbeelding van Griekse theologie die zelden wordt gevonden in moderne media.) Jason komt te weten dat hij Hera's hulp maar vijf keer in mag roepen. Als antwoord op Jasons nog niet gestelde vragen vertelt Hera ook dat het Gulden Vlies bestaat en dat het zich in het land van de Colchis bevindt, aan de andere kant van de wereld.
De expeditie wordt bedreigd door vele gevaren. Wanneer de Argonauten bijna al hun voorraden hebben opgebruikt roept Jason Hera's hulp in. Ze leidt hem naar het bronzen eiland, maar waarschuwt hem niets mee te nemen behalve voorraden. Maar wanneer Herakles en zijn jonge vriend Hylas (John Cairney) een paar geiten achternagaan, komen ze een schatkamer van de goden tegen die gedeeltelijk open is. De schatkamer is bekroond met ene enorm bronzen beeld van Talos. Ondanks de waarschuwingen van Hylas steelt Herakles een broche ter grootte van een speer. Het beeld komt tot leven en valt hen aan. Het veroorzaakt veel tumult voordat Jason het op advies van Hera vernietigt. Hylas wordt vermist, en er wordt aangenomen dat hij is omgekomen. Maar totdat hij zeker wat er met Hylas is gebeurd weigert de door schuldgevoel geteisterde Herakles te gaan. De anderen willen hem niet achterlaten, en Jason wordt zo gedwongen om voor de laatste keer de hulp van Hera in te roepen. Hera bevestigt Hylas' dood en vertelt dat het Herakles' lot is om achter te blijven op het eiland. Ze vertelt hem ook dat Jason de hulp van Phineas (Patrick Troughton), de blinde ziener, in moet roepen voor de reis naar Colchis.
De Argonauten vinden Phineas, die aangevallen wordt door twee door Zeus gestuurde harpijen omdat Phineas zijn gave als ziener heeft misbruikt. In ruil voor het angen van de harpijen vertelt Phineas aan Jason wat hij wil weten. Als eerbetoon geeft hij ook zijn enige bezit, een amulet, aan Jason. Om bij Colchis te komen moeten ze echter door de Symplegades heen, een zeestraat tussen twee hoge klippen die schudden en stenen naar beneden gooien om schepen die erdoorheen varen te laten zinken. De Argonauten komen daar op tijd achter wanneer ze een ander schip zien dat van de andere kant komt en uiteindelijk zinkt door toedoen van de rotsen. Uit wanhoop gooit Jason het amulet in het water, en er komt een enorme meerman uit het water die de rotsen tegenhoudt terwijl de Argonauten erdoorheen varen. Wanneer ze aan de andere kant zijn, halen ze enkele overlevenden van het andere schip uit het water. Onder hen bevindt zich Medea (Nancy Kovack), de hogepriesteres van de godin Hekate.
De volgende dag kunnen ze Colchis al zien. Akastos en Jason zijn het niet eens over hoe ze de koning van Colchis moeten benaderen. Dit leidt tot een zwaardgevecht. Uiteindelijk ontwapent Jason Akastos, die daarop in het water springt om te ontsnappen. De Argonauten geloven dat hij dood is en accepteren een uitnodiging van koning Aietes (Jack Gwillim) voor een feest. Zodra ze Aietes beginnen te vertrouwen worden ze gepakt en in de gevangenis gestopt. Akastos had hen bedrogen door aan Aietes te vertellen wat de missie van Jason en zijn mannen was. Medea helpt de Argonauten echter, en ze ontsnappen.
Acastus probeert het Gulden Vlies zelf te stelen, maar hij wordt dodelijk verwond door de beschermer van het Vlies: Hydra van Lerna. Jason slaagt er wel in om het monster te doden. Aietes ligt echter niet ver achter. Hij strooit de tanden van de Hydra op de grond, en ze veranderen in gewapende skeletten die Jason achternagaan. Ze vechten met hem en twee van zijn mannen. (Deze beroemde scène duurt vier minuten. Het maken van deze scène kostte echter vier en een halve maand.) De twee andere mannen worden gedood en Jason vlucht door van een klip in de zee te springen.
De missie is voltooid en Jason, Medea en de overlevende Argonauten beginnen aan hun terugtocht naar Thessalië.

## Rolverdeling
| Acteur            | Personage     | Nota            |
| ----------------- | ------------- | --------------- |
| Todd Armstrong    | Jason         |                 |
| Tim Turner        | Jason         | stem, onvermeld |
| Nancy Kovack      | Medea         |                 |
| Eva Haddon        | Medea         | stem, onvermeld |
| Gary Raymond      | Acastus       |                 |
| Laurence Naismith | Argos         |                 |
| Niall MacGinnis   | Zeus          |                 |
| Michael Gwynn     | Hermes        |                 |
| Douglas Wilmer    | Pelias        |                 |
| Jack Gwillim      | koning Aietes |                 |
| Honor Blackman    | Hera          |                 |
| John Cairney      | Hylas         |                 |
| Patrick Troughton | Phineus       |                 |
| Andrew Faulds     | Phalerus      |                 |
| Nigel Green       | Hercules      |                 |
| Davina Taylor     | Briseïs       | onvermeld       |
| John Crawford     | Pollux        | onvermeld       |
| Ferdinando Poggi  | Castor        | onvermeld       |
| Bill Gudgeon      | Triton        | onvermeld       |

#### Mythologische wezens
- Talos
- Meerman
- Harpijen
- Hydra van Lerna
- Skeletons (ondode geraamtes)